# Authadistis
Authadistis é um gênero de traça pertencente à família Arctiidae.